# Mary superxef
Mary i el pastís de coliflor i canyella (títol original en anglès, A Greyhound Of A Girl) és una pel·lícula animada dramàtica de 2023, dirigida per Enzo D'Alò i coproduïda entre set països europeus. És una adaptació de la novel·la homònima de Roddy Doyle (2011) a càrrec de D'Alò i Dave Ingham. El repartiment de veu original inclou Sharon Horgan i Brendan Gleeson. Es va estrenar al Festival de Cinema de Berlín el febrer de 2023. S'ha doblat al català.
El projecte ha estat produït a set països europeus (Estònia, Alemanya, Irlanda, Itàlia, Letònia, Luxemburg i el Regne Unit), amb les empreses productores Paul Thiltges Distribucions, Aliante, JAM Media, Rija Films, Amrion Production i Fish Blowing Bubbles.